# 33455 Coakley
33455 Coakley este o planetă minoră (asteroid) din centura de asteroizi. A fost descoperită pe 19 martie 1999 la Experimental Test Site⁠(d) de Lincoln Near-Earth Asteroid Research. 
Obiectul prezintă o orbită caracterizată de o semiaxă mare de 2,2857183 UAi, o excentricitate de 0,07, o înclinație de 6,58391 ° în raport cu ecliptica.